# Stráža
Stráža (maďarsky Nemesőr) je obec v okrese Žilina na Slovensku. Žije v ní 686 obyvatel. První písemná zmínka o vesnici pochází z roku 1439.

## Přírodní poměry
Obec leží v jihovýchodní části Kysucké vrchoviny, v údolí Varínky, na rozhraní Kysuc a Horního Pováží. Nachází se mezi obcemi Varín a Belá, v těsném sousedství Dolné Tižiny, přes kterou má silnicí II/583 spojení na Žilinu i Terchovou. Sousedí s obcemi Dolná Tižina, Krasňany, Lysica a Belá. Do správního území obce zasahuje část přírodní památky Krasniansky luh.

## Pamětihodnosti
Nitranský sídelní biskup Ján Chryzostom Korec vysvětil 27. července 1996 nový kostel svatého Gorazda. Na počest svatého Gorazda se v obci každoročně v srpnu konají Gorazdovy dny.